# Walter Bal
Walter Bal est un directeur de la photographie d'origine néerlandaise, né le 10 mai 1939 à Djakarta (Indonésie) et mort le 3 avril 2015 au Nicaragua.

## Biographie
Walter Bal est ancien élève de l'IDHEC, vingt-deuxième promotion, entrée en 1965.

## Filmographie
- 1970 : L'Escadron Volapük de René Gilson
- 1972 : avec  José Nelson Funetes État de siège (film, 1972)
- 1975 : Histoire d'aller plus loin de Jérôme Kanapa et Bernard Paul
- 1975 : La Brigade de René Gilson
- 1975 : Le Cheval de fer  (documentaire)
- 1976 : Les Conquistadores
- 1976 : Les Œufs brouillés
- 1977 : Bloedverwanten
- 1977 : Juliette et l'air du temps
- 1979 : Les Égouts du paradis
- 1979 : Ils sont grands, ces petits
- 1994 : Art Deco Detective
- 1996 : Precious Find
- 1996 : Richard III
- 1997 : Back in Business
- 1997 : Pterodactyl Woman from Beverly Hills
- 1998 : Out of Control
- 1998 : Nico the Unicorn
- 1999 : Cinq minutes de détente
- 2001 : Say Nothing
- 2002 : Wrong Number
- 2004 : Brilliant